# Cratichneumon horani
Cratichneumon horani är en stekelart som beskrevs av Heinrich 1973. Cratichneumon horani ingår i släktet Cratichneumon och familjen brokparasitsteklar. Inga underarter finns listade i Catalogue of Life.